# Davis Kamoga
Davis Kamoga (Uganda, 17 de julio de 1968) es un atleta ugandés, especializado en la prueba de 400 m en la que llegó a ser subcampeón mundial en 1997.

## Carrera deportiva
En el Mundial de Atenas 1997 ganó la medalla de plata en los 400 metros, con un tiempo de 44.37 segundos que fue récord nacional de Uganda, llegando a la meta tras el estadounidense Michael Johnson (oro con 44.12 segundos) y por delante de otro estadounidense Tyree Washington (bronce con 44.39 que fue su mejor marca personal).